# Else Brökelschen

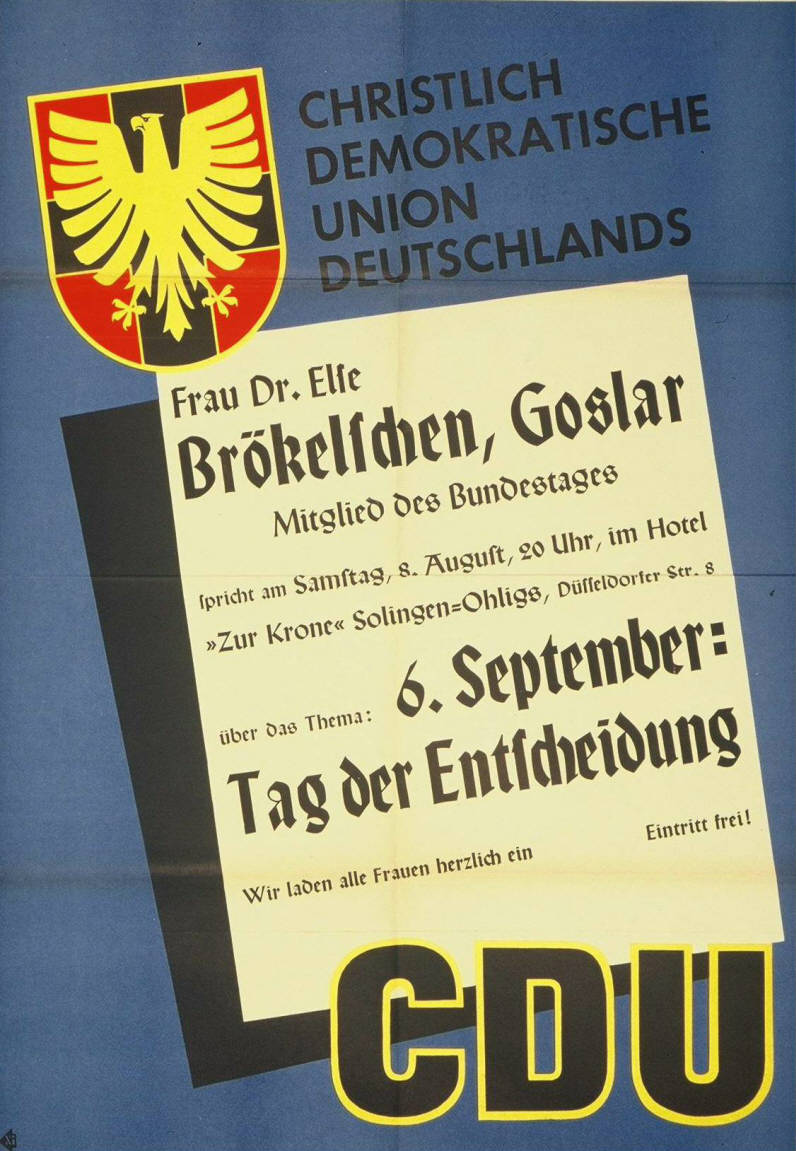
Wahlkampfplakat von Else Brökelschen (1953)

Else Brökelschen, geb. Kemper, (* 25. Juni 1890 in Barmen (heute: Wuppertal); † 22. Oktober 1976 in Goslar) war eine deutsche Historikerin und Politikerin der CDU.

## Leben und Beruf
Sie wuchs als Tochter des Lehrers Emil Kemper auf. Nach dem Abitur im Jahr 1912 besuchte Brökelschen, die evangelischen Glaubens war, zunächst ein Lehrerseminar. Nach dem Lehrerinnenexamen studierte sie Philosophie und Geschichte in Heidelberg und Bonn. 1917 wurde sie in Heidelberg mit der Arbeit „Carlyle als Imperialist“ über den englischen Imperialismus zum Dr. phil. promoviert. Im selben Jahr bestand sie das Staatsexamen für den Schuldienst und arbeitete anschließend als Studienrätin in Wuppertal-Barmen. Mit der Heirat 1923 mit dem Historiker und Oberstudiendirektor Werner Brökelschen musste sie wegen des sogenannten Lehrerinnenzölibats ihren Beruf aufgeben. Nach 1924 kam die gemeinsame Tochter Dorothea zur Welt. Die Familie lebte in Emden und anschließend in Goslar. Else Brökelschen unterrichtete ab 1939 in Goslar am Christian-von-Dohm-Gymnasium und nachfolgend am Ratsgymnasium, dessen Direktor ihr Mann Werner Brökelschen war. Von 1933 bis 1945 war sie Mitglied im Deutschen Verband Frau und Kultur. Im Juni 1949 starb ihre Tochter. Gemeinsam mit ihrem Mann errichtete sie durch Testament die Dorothea-Brökelschen-Stiftung, die Beihilfen für die Förderung von Bildung und Erziehung für bedürftige Schüler des Christian-von-Dohm-Gymnasiums und des Ratsgymnasiums in Goslar gewährt.

## Politik
In der Weimarer Republik gehörte Brökelschen für den Wahlkreis Düsseldorf der DVP an und war von 1921 bis 1924 Landtagsabgeordnete in Preußen. Von Ende der 1920er Jahre bis 1930 war sie Stadtverordnete in Emden. Ihre Kandidatur für den Reichstag 1928 scheiterte, ebenso der Einzug in den Preußischen Landtag in den Jahren 1932 und 1933. Während der NS-Zeit übernahm sie keine politischen Ämter.
Nach Ende des Zweiten Weltkriegs 1945 begründete Else Brökelschen mit anderen die CDU in Goslar und vertrat die Partei von 1946 bis 1950 im dortigen Stadtrat. Sie war seit der ersten Bundestagswahl 1949 bis 1961 Mitglied des Deutschen Bundestags, in den sie stets auf der niedersächsischen Landesliste der Partei gewählt wurde. Während dieser Zeit arbeitete sie im Ausschuß für Heimatvertriebene, im Ausschuß für gesamtdeutsche Fragen, im Bauausschuss und im Ausschuss für Wohnungswesen und Bodenrecht.
Während ihrer politischen Tätigkeit forderte Else Brökelschen von allen Parlamentarierinnen, sich nicht auf „Frauenthemen“ zu reduzieren und sich nicht auf mit Sozialpolitik oder Jugendfürsorge zusammenhängende Gebiete abdrängen zu lassen. Gleichzeitig verlangte sie, dass ihre männlichen Kollegen „etwa noch vorhandene Reservatanspruche rein männlicher Politik“ aufgeben müssten.

## Veröffentlichungen (Auswahl)
- Else Brökelschen: Parlamentarische Erinnerungen und Erfahrungen. In: Der Wähler, 1952, Heft 3, S. 110–112
- Else Brökelschen, Carl Borchers: 750 Jahre Kloster Neuwerk. Wandlungen eines Benediktinerinnenklosters. Selbstverlag des Geschichts- und Heimatschutz-Vereins, Goslar am Harz 1936
- Else Brökelschen: Politik, Frauenbewegung und junge Generation. In: Die Frau, 39, 1931/32, S. 236–239
- Else Brökelschen: Der Berufsgedanke bei den Mädchen der höheren Schulen. In: Die Frau, 37, 1929/30, S. 239–241